# 臨時臺灣舊慣調查會
臨時臺灣舊慣調查會是台灣日治時期明治34年（1901年）10月25日依同時發布的《臨時臺灣舊慣調查會規則》所成立的一個官方組織，由民政長官後藤新平出任會長，並聘請京都帝國大學教授岡松參太郎和織田萬主持大規模的舊慣調查，兩人皆為法學者。後藤於1906年離開臺灣後，由岡松主持會務。

## 源起
日本統治初期，後藤新平擔任民政長官時認為，為了確立對臺灣的統治，需先進行舊慣調查，以制訂各種政策，「臨時臺灣舊慣」即為此種政策下的產物。1899年，臺灣總督府以土地調查局經費，委託京都帝國大學教授岡松參太郎主持舊慣調查，於1901年成立臨時臺灣舊慣調查會，會長由當時的民政長官後藤新平出任。

## 概要
最初，臨時臺灣舊慣調查會組織分為二個部。
第一部負責「與公私法相關舊慣」，其調查成績最為豐富。岡松參太郎以「法學」而不是「宗教文化」為調查基礎，由於台灣漢人舊慣常源自於鄭氏東寧王國與清朝所移入之法制，因此也連帶研究和人相關的法制、經濟與行政制度。明治42年(1909年)，第一部增設「蕃族科」，負責調查原住民舊慣，原先的調查員則歸類為「法制科」，專職於調查漢人舊慣。第一部並將研究成果出版，如：《臺灣私法》、《清國行政法》等；而「蕃族科」出版有《蕃族調查報告書》、《番族慣習調查報告書》、《臺灣番族慣習研究》三套各八冊，另外還有森丑之助《臺灣蕃族圖譜》二卷、《臺灣蕃族誌》一卷。
而第二部專事於「與農工商經濟相關舊慣」之調查，以及研究台灣與中國南部、南洋之經濟關係的沿革。到了明治42年4月2日，調查會增設第三部，依據調查結果負責「臺灣總督所指定之有關舊慣法案的起草審議」。最後臨時臺灣舊慣調查會於大正8年（1919年）5月6日因研究工作結束而裁撤。

## 外部連結
- 日本国立国会図書館 內  清国行政法 : 臨時台湾旧慣調査会第一部報告. 第壹卷上全文資料 （页面存档备份，存于）